# Contea di Sharp
La contea di Sharp, in inglese Sharp County, è una contea dello Stato dell'Arkansas, negli Stati Uniti. La popolazione al censimento del 2000 era di 17 119 abitanti. Il capoluogo di contea è Ash Flat.

## Storia
La contea di Sharp fu costituita nel 1833.